# Вит Риџ (Колорадо)
Вит Риџ (енгл. Wheat Ridge) град је у америчкој савезној држави Колорадо.

## Демографија
По попису из 2010. године број становника је 30.166, што је 2.747 (-8,3%) становника мање него 2000. године.
| Група             | 2000.          | 2010.          |
| Белци             | 27.016 (82,1%) | 22.320 (74,0%) |
| Афроамериканци    | 275 (0,8%)     | 353 (1,2%)     |
| Азијати           | 450 (1,4%)     | 471 (1,6%)     |
| Хиспаноамериканци | 4.434 (13,5%)  | 6.309 (20,9%)  |
| Укупно            | 32.913         | 30.166         |